# Ambasada Danii w Polsce

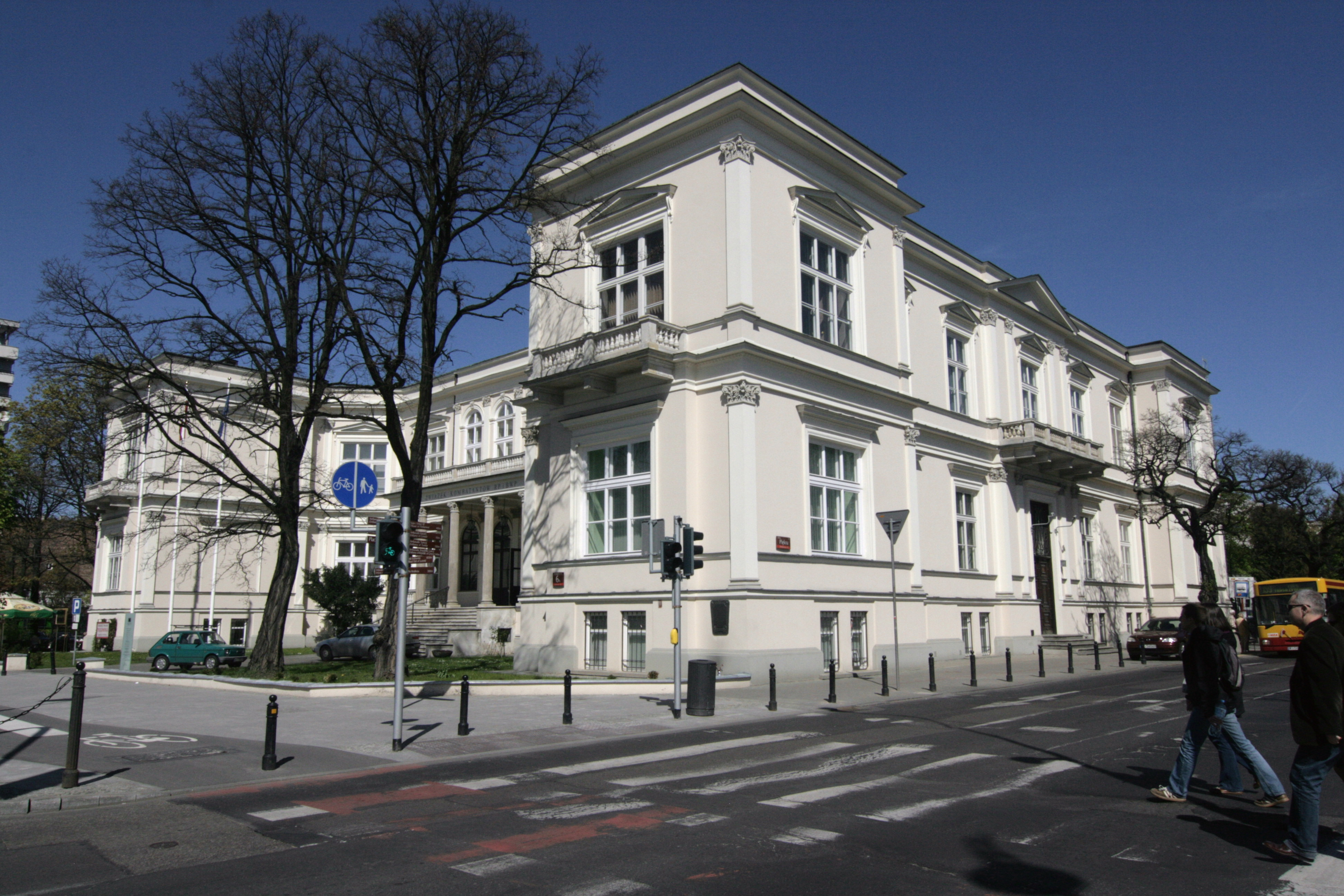
Była siedziba Poselstwa Danii w Al. Ujazdowskich 6a/ul. Pięknej 10 w Warszawie (1923-1928)

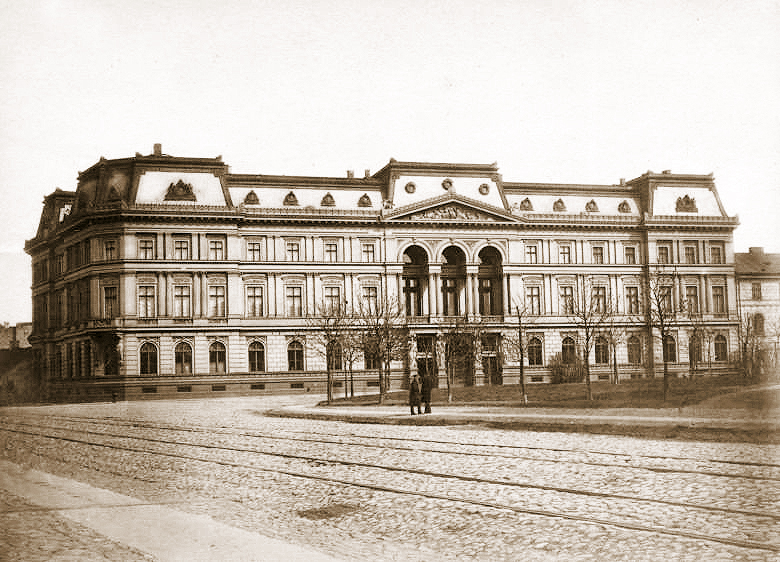
Była siedziba Poselstwa Danii w pałacu Kronenberga na pl. Małachowskiego w 1930 r.

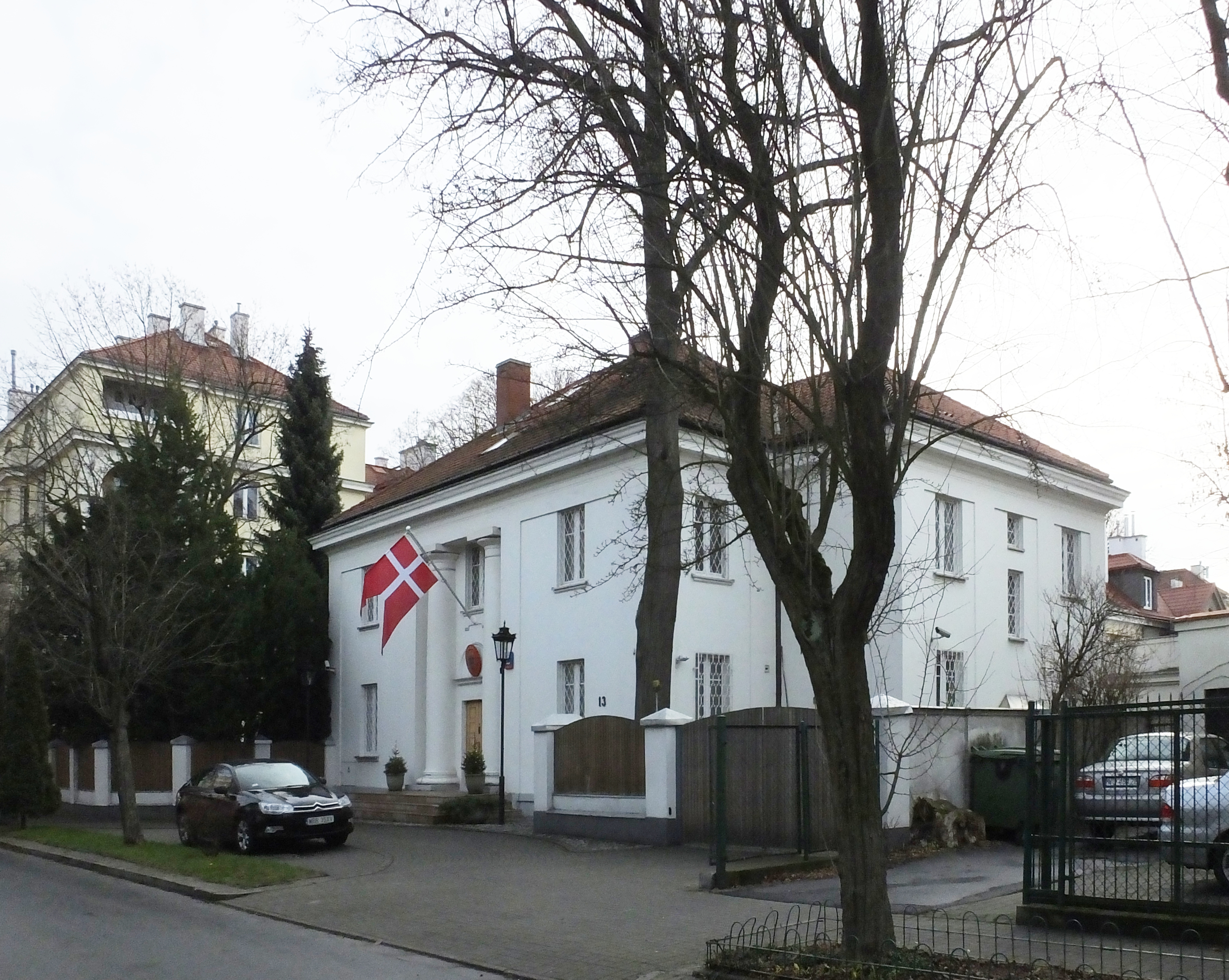
Rezydencja Ambasadora Danii w Warszawie przy ul. Filtrowej (1964-2019)

Ambasada Danii w Polsce, Ambasada Królestwa Danii (duń. Danmarks Ambassade i Polen) – duńska placówka dyplomatyczna mieszcząca się w Warszawie w biurowcu Centrum Królewska przy ul. Marszałkowskiej 142.

## Podział organizacyjny
W skład przedstawicielstwa wchodzą:
- Dział Konsularny (duń. Borgerservice)
- Dział Obrony (duń. Forsvarsafdelingen)
- Dział Rolny (duń. Fødevareafdelingen)
- Dział Handlowy – Duńska Rada Handlowa (duń. Handelsafdelingen – Eksportrådet, ang. Trade Council)
  - Danish Business Club Poland
- Dział Kulturalny (duń. Kulturafdelingen)
- Dział Polityczny (duń. Politisk afdeling)
- Duńska Izba Turystyki (duń. Danmark Turistrid), ul. Pory 59

## Historia stosunków i siedziby

### Przed I wojną światową
W okresie porozbiorowym, a przed I wojną światową Dania utrzymywała w Warszawie konsulat, który mieścił się przy ul. Siennej 3 (1903), następnie w Domu Dochodowym Warszawskich Teatrów Rządowych przy ul. Wierzbowej 8 (1908–1913), obecnie nie istnieje.
Od 1656 Dania utrzymuje swoje przedstawicielstwo również w Gdańsku: m.in. przy Hundegasse 253, ob. (ul. Ogarna) 32 (1839), Hundegasse 122 (1867), Milchkannengasse 32-33, ob. ul. Stągiewna (1870–1876), Ankerschmiedegasse 11, ob. ul. Kotwiczników (1878), Lastadie 37, ob. ul. Lastadia (1880–1897), Milchkannengasse 28 (1898–1902), Lastadie 37-38 (1903–1912), Langgasse 34, ob. ul. Długa (1914–1920), w siedzibie Danziger Privat-Actien-Bank.

### W okresie międzywojennym
Po odrodzeniu Rzeczypospolitej stosunki dyplomatyczne nawiązano w 1919. Poselstwo tego kraju funkcjonowało w hotelu Brühlowskim (1920) przy ul. Fredry 12, obecnie nie istnieje, przy ul. Wierzbowej 8 (1920–1922), przy ul. Bielańskiej 14 (1923), w pałacu Poznańskich/Lesserów przy ul. Pięknej 10 (1923–1928), w pałacu Leopolda Kronenberga przy pl. Małachowskiego 4 (1930), przy ul. Koszykowej 8 (1932–1934), następnie przy ul. Królewskiej 3 (1935–1939), obecnie nie istnieje. Poselstwo funkcjonowało do 1940.
W okresie wojny polsko-bolszewickiej, w sytuacji zagrożenia zajęcia Warszawy, personel poselstwa był ewakuowany okresowo (od początku sierpnia 1920) do Poznania.
Dania utrzymywała też konsulat w Gdyni w Kamienicy Władysława Budyna przy ul. Świętojańskiej 9 (1931–1939).
W latach 1938–1939 w Warszawie w Pałacu Staszica przy ul. Nowy Świat 72 funkcjonował Instytut Duński.

### Po II wojnie światowej
Stosunki reaktywowano w 1945. Początkowo poselstwo było zlokalizowane w hotelu Polonia w al. Jerozolimskich 5, obecnie 45 (1945–1950). W 1945 posłem nadzwyczajnym i ministrem pełnomocnym Królestwa Danii w Polsce był Knud Aage Monrad-Hansen. W 1957 podniesiono je do rangi ambasady, która mieściła się przy ul. Filtrowej 13 (1951–1959), przy ul. Filtrowej 39 (1961–1962), przy ul. Starościńskiej 5 (1963–1991), w budynku firmy Roche z 1933 (proj. Romuald Gutt) przy ul. Rakowieckiej 19 (1996–2006), w którym po II wojnie światowej mieściły się m.in. Poselstwo Szwajcarii (1948–1950), następnie Ambasada Holandii (1964-1990), obecnie Ambasada Turcji (2017-); od 2009 Ambasada Danii ma siedzibę w budynku Centrum Królewska przy ul. Marszałkowskiej 142, róg ul. Królewskiej.
Poseł a następnie ambasador rezydował m.in. w hotelu Bristol przy ul. Krakowskie Przedmieście 42-44 (1948) oraz w willi prof. Stanisława Zakrzewskiego z 1922 (proj. Antoniego Dygata i Juliusza Żórawskiego) przy ul. Filtrowej 13 (1964–2019).
Dania utrzymywała też konsulaty:
- w Gdyni: w Kamienicy Adama Jurkowskiego przy Skwerze Kościuszki 16 (1946-1954), ul. Jana z Kolna 25 (1968–1969), ul. Jana z Kolna 25, ul. Legionów 37 (2012-),[12]
- Gdańsku: al. Grunwaldzka 5 (1969-1970), ul. Piwna 36-39 (1993), ul. Długi Targ 1-7 (1993–2012),
- Sopocie: ul. Żeromskiego 12 (1970–1971),
- Szczecinie: al. Niepodległości 17 (1991).

Po II wojnie światowej Instytut Duński umieszczono w Gdyni (1994–2000), skąd przeniesiono go do Poznania, do Zamku Cesarskiego z 1910 (proj. Franz Schwechten) przy ul. Św. Marcin 80/82 (2001), następnie do Warszawy, umieszczając w budynku Biblioteki Narodowej w al. Niepodległości 213 (2001–2008), później w budynku z 1957 (proj. Józef Sigalin, Jan Knothe, Stanisław Jankowski, Zygmunt Stępiński) przy ul. Pięknej 31-37/ul. Koszykowej 34-50 (2009–2020). Z końcem 2020 instytut zakończył działalność w Polsce.